# Cebe
Cebe (románul: Țebea) falu Romániában, Erdélyben, Hunyad megyében.

## Nevének eredete
Neve valószínűleg személynévi eredetű. Első említésekor, 1427-ben, még Chyba alakban írják (vö. Csiba falu nevével), két évvel később, 1439-ben, már mint Chebe, majd 1445-ben mint Chebefalwa fordul elő. A későbbi oklevelekben Cebebánya és Veresbánya néven is szerepelt.

## Fekvése
A Zarándi-medencében, Brádtól hét kilométerre északnyugatra, a Fehér-Körös bal partján fekszik.

## Lakossága
- 1785-ben igen népes település volt; 1124 fővel írták össze, több mint kétszer annyival, mint Körösbányát.[1]
- 1910-ben 1227 lakosából 1185 volt román, 23 magyar és 18 német anyanyelvű; 1173 ortodox és 28 római katolikus vallású.
- 2002-ben 759 lakosából 758 volt román nemzetiségű; 731 ortodox és húsz baptista vallású.

## Története
A Magura hegy belsejében már a rómaiak is bányásztak aranyat. Zaránd vármegyei bányász-, majd vásáros település volt, román lakossággal. A 15. században Világos várának uradalmához tartozott. Bányászai 1573-ban a körösbányaiakkal, riskaiakkal és karácsiakkal közös kiváltságlevelet kaptak. 1754-ben 42 aranyzúzó működött benne.
Privilégiuma értelmében a cebeiek mint nemesfém-bányászok mentesültek a földesúri hatóság alól. Emellett fontos jövedelmet jelentettek számukra az itt rendezett hetipiacok. Mindezek következtében az egyetlen zarándi település volt, melynek lakói nem vettek részt sem az 1784-es, sem az 1848–49-es parasztfelkelésben. 1784 telén negyvennégy környékbeli nemesnek és tisztviselőnek nyújtottak menedéket. December 5-én ide hívott össze gyűlést Gedeon Nikitić ortodox püspök, a környékbeliek lecsendesítésére. A felkelés leverése után II. József a cebeieket egy évi adójuk elengedésével, papját, Iuon Marișt pedig évi kétszáz forintos pótlékkal jutalmazta.
1867-ben nyolc nemesfémbányáját művelték, ezekben 45 bányamunkás dolgozott állandóan. Lignitkészleteinek kitermelésére az 1890-es években a 12 Apostol társulat szerzett koncessziót. 1899-ben kezdték meg a fejtést 46 munkással, és a szén kötélvasúton jutott el Brádra, majd onnan iparvasúton Gurabárzára, ahol java részét az ottani erőműben használták fel. 1909-ben az Aradi és Csanádi Egyesült Vasutak is koncessziót nyert határában és saját lignitbányát nyitott. Az itt kitermelt szenet a társaság mozdonyaiban égették el. A 12 Apostol bányája 1920-ban, az ACsEV-é 1923-ban került a Mica cég tulajdonába, amely 1923 és 1947 között évi 25-40 tonna lignitet fejtett ki. 1980-ban a vasút északi oldalán nagy meddőhányót alakítottak ki, és ezzel párhuzamosan kiegyenesítették a Fehér-Köröst.

## Nevezetességek

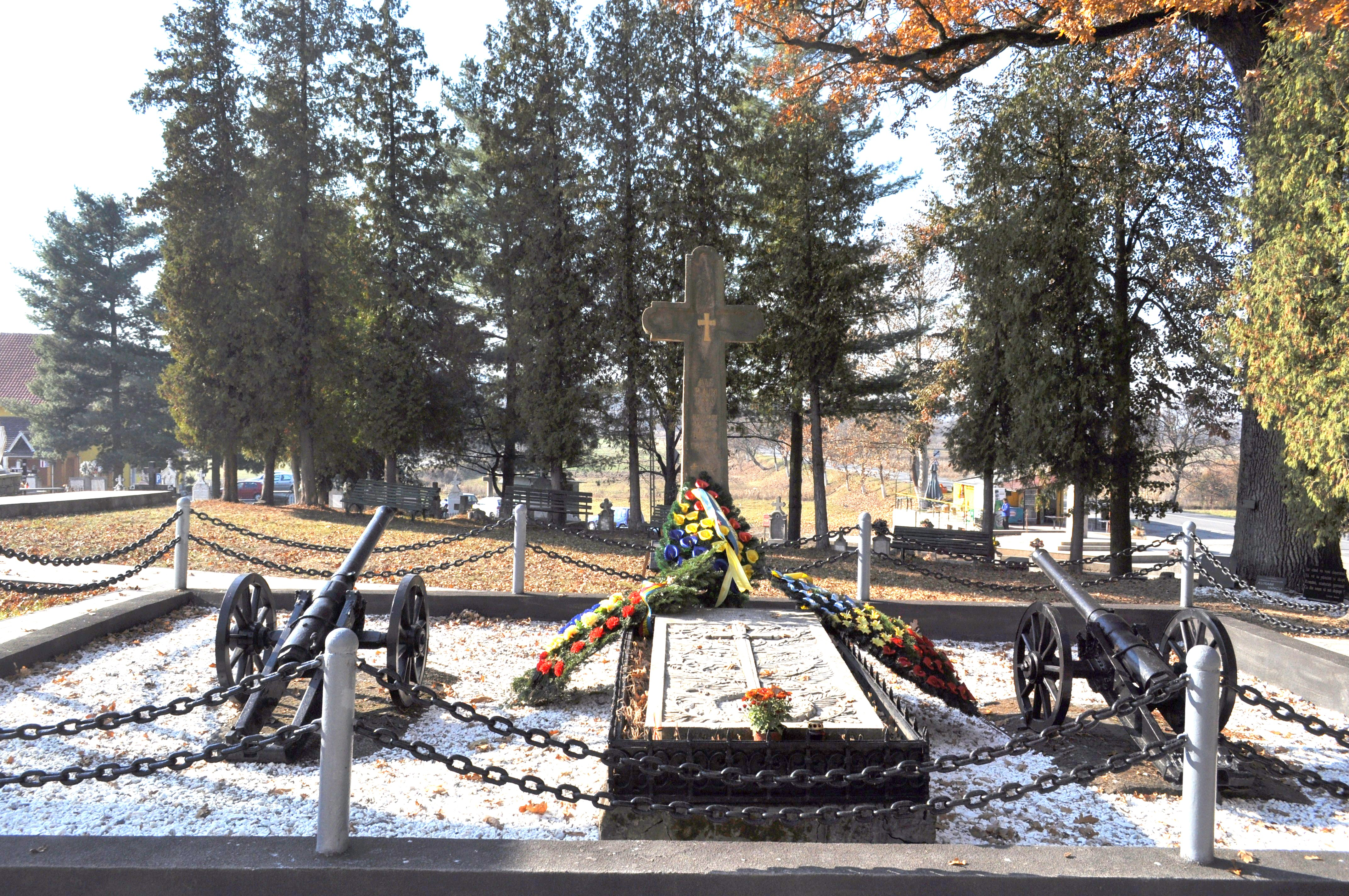
Avram Iancu síremléke Cebén

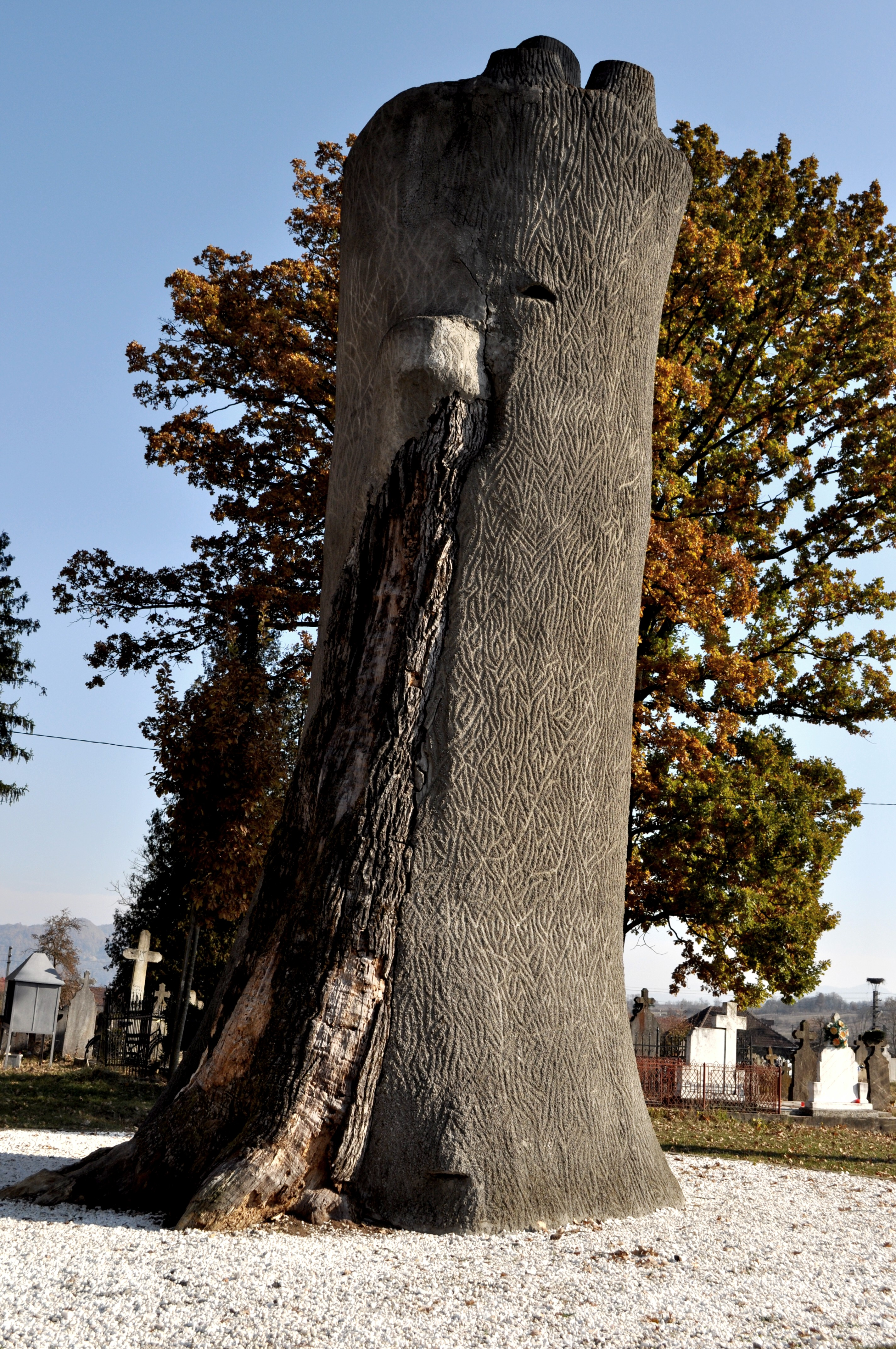
A tölgy maradványai

- A falu alsó végében, a főút mellett a Mócok panteonja. 1872-es halála után Zaránd vármegye akkori román tisztikara ide temette el Avram Iancut. A sír melletti, több száz éves tölgyfát valószínűleg alaptalan hagyomány köti Horea személyéhez. A parasztvezér a legenda szerint a tölgy alatt állva szólt volna a néphez. A számtalan korabeli feljegyzésben azonban nincs nyoma annak, hogy Horea népgyűlést tartott volna Cebén, tartott viszont Gedeon Nikitić püspök, aki a lázadás ellen szólt. A tölgyfa és a sír már az első világháború előtt zarándokhellyé vált. Az első hivatalos ünnepséget 1924-ben, Iancu születése 100. évfordulóján rendezték Vasile Goldiș szervezésében. Az előkészületek részeként exhumálták és Iancu mellé temették újra Ioan Buteanut és Sigismund Borleát, létrehozva így egy szimbolikus „móc panteont”. (Valójában sem Buteanu, sem Borlea nem volt móc származású. Buteanu Kővár vidéki nemesi családba született, Borlea pedig világosi volt, és csak tevékenységük kötötte őket a Mócföldhöz.) A korhadásnak indult tölgyfa belsejét cementtel töltötték ki, törzsét acél abroncsokkal erősítették meg és kilenc méteres magasságban csonkolták.

1935-ben itt alakította meg Petru Groza Ekésfront nevű pártját. Az új párt nevében Groza ugyanitt írt alá együttműködési megállapodást a MADOSZ-szal. A helyszín a románság és magyarság közti kiengesztelődést volt hivatva jelképezni, ugyanis Cebéhez közel temették el a Brády család 1848. október 25-én legyilkolt tizenhárom tagját is. A második világháború végéig Groza Bányai László társaságában minden évben felkereste a sírokat.
1990 után minden évben, halottak napja előtt a nacionalista pártok tartottak ünnepségeket az emlékhelyen. A fa lombkoronájának megmaradt része 2005-ben egy szélvihar áldozatául esett, azóta csak a törzs kiszáradt csonkja látható. Mellette 1966-ban Nicolae Ceaușescu, 2005-ben pedig Traian Băsescu is ültetett egy-egy tölgycsemetét, bár az előbbit 1989-ben a forradalmárok kiásták és eltüzelték.
- A „panteon” mellett álló ortodox templom 1893 és 96 között épült, egy korábbi fatemplom helyére.
- Az 1858-ban itt járt Jókai Mór szerint „Cebe falujában van tizenkét nevezetes forrás, mellyben minden vászonnemű magától megfehéredik”.[6]
- Helyi alma tájfajták: frumoase (szép), gormoașe (gormos), crișănești (kőrösi), pizloape (kicsike), roșii de Țebea (piros vékony csíkos).[7]